# Nehoda autobusu v tunelu Sierre 2012
Nehoda autobusu v tunelu Sierre s tragickými následky se odehrála okolo dvácáté první hodiny 13. března 2012 na dálnici A9 u města Sierre v jihošvýcarském kantonu Valais. Autobus, který vezl převážně dvanáctileté děti pocházející ze dvou tříd belgických obcí Lommel a Heverlee, havaroval při cestě z lyžařského výcviku ve švýcarském letovisku Val d'Anniviers. V tunelu narazil do boční zdi a čelně se střetl s betonovým výklenkem nouzového odstavného stanoviště.
Následkem dopravní nehody zemřelo dvacet osm osob, včetně dvaceti dvou dětí a obou řidičů. Dalších dvacet čtyři dětí utrpělo zranění. Deset dětí žijících v Belgii pocházelo z Nizozemska. Kolona obsahovala tři autobusy. Zbylá dvě vozidla dorazila do Belgie nepoškozena. Havarovaný autokar byl vyroben v roce 2002.
Tísňová linka byla aktivována ve 21,15 hod SEČ. Na celonoční záchranné akci se podílelo patnáct lékařů, třicet policistů, šedesát hasičů, sto záchranářů a tři psychologové. Dvanáct sanitních vozů a patnáct vrtulníků transportovalo zraněné do zdravotnických zařízení v Lausanne, Bernu a dalších přilehlých městech.
Katastrofa představovala druhou nejvážnější dopravní nehodu v dějinách Švýcarska a nejhorší incident ve švýcarském silničním tunelu. Na pátek 16. března 2012 Belgie vyhlásila den smutku, včetně stažených vlajek na půl žerdi a uctění památky obětí minutou ticha.

## Původ cestujících
| Stát               | Cestující | Usmrcení |
| ------------------ | --------- | -------- |
| Belgie             | 39        | 21       |
| Nizozemsko         | 10        | 6        |
| Spojené království | 1         | 1        |
| Německo            | 1         | 0        |
| Polsko             | 1         | 0        |
| Celkově            | 52        | 28       |